# 基達米赫勒特河
13°41′56″N 39°06′52″E / 13.699°N 39.1145°E

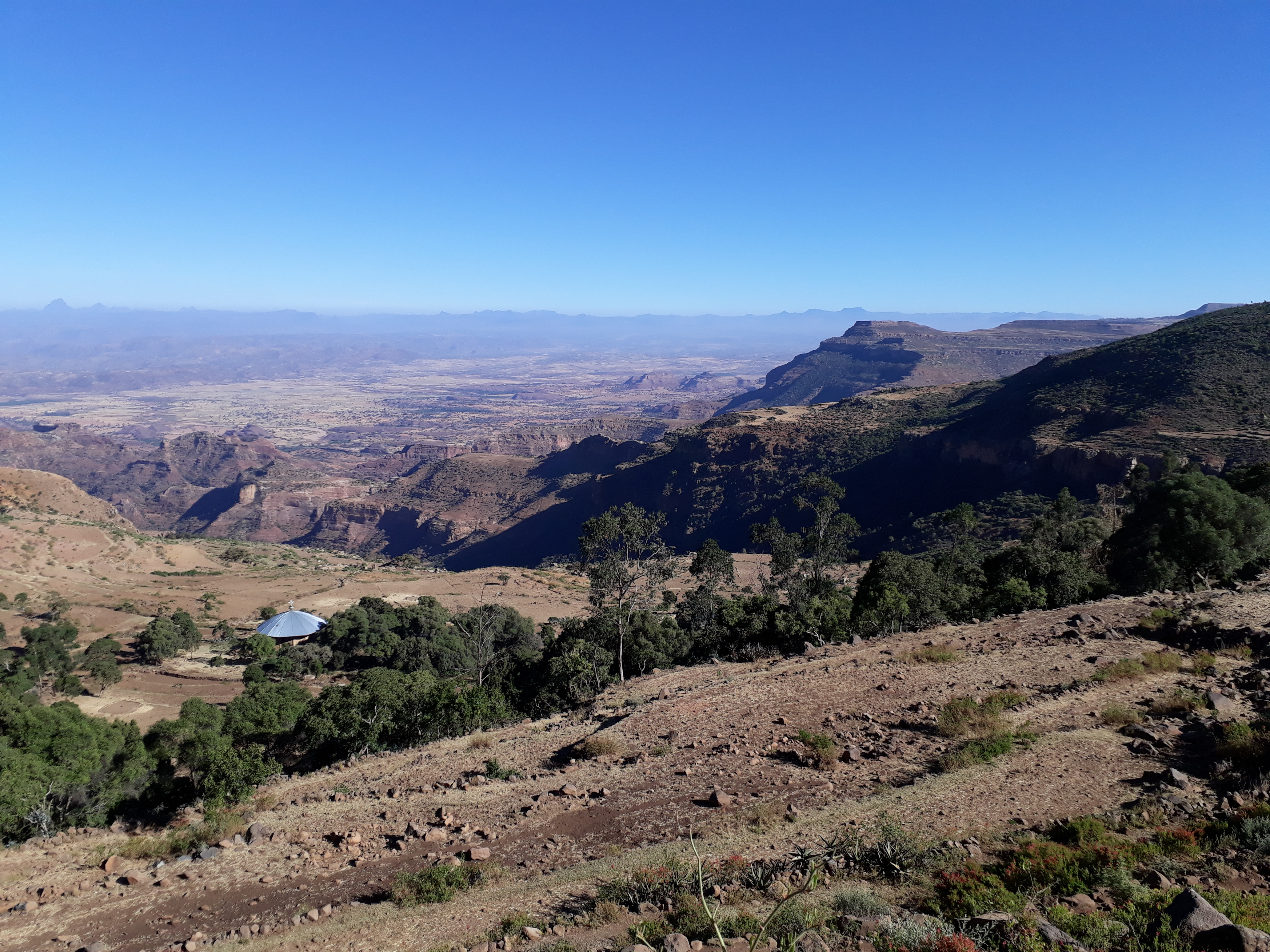

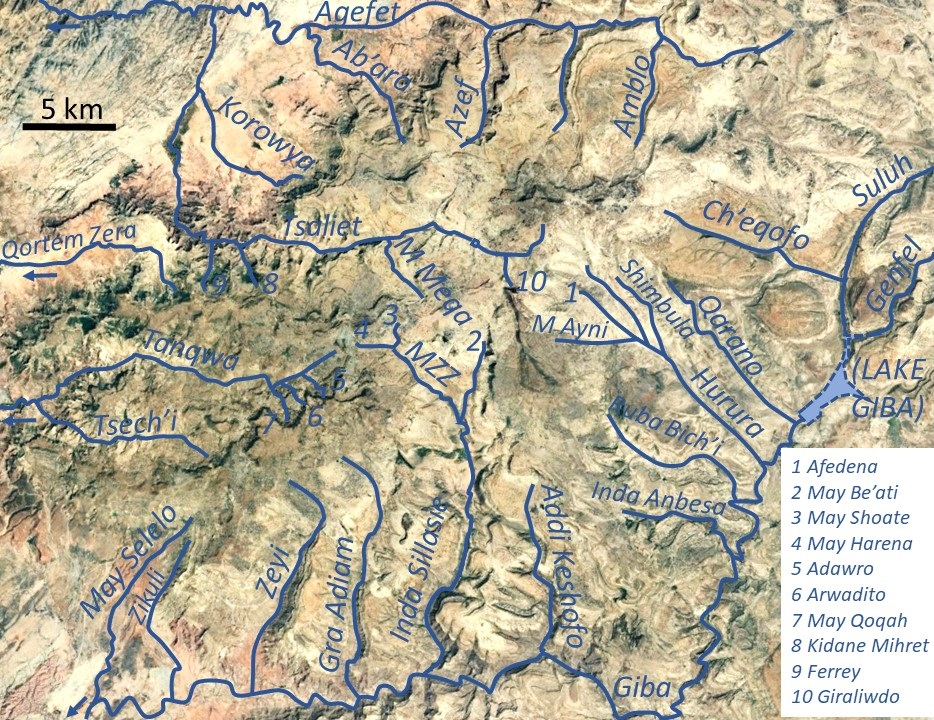

基達米赫勒特河是埃塞俄比亞的河流，位於該國北部，處於提格雷州，屬於尼羅河流域的一部分，河道全長4.5公里，河床上的巨石和鵝卵石可能來自流域上游。